# De vuur-salamander
Tom Poes en de vuursalamander of kortweg De vuur-salamander of De vuursalamander is het 109ste verhaal uit de Bommelsaga, geschreven en getekend door Marten Toonder. Het verhaal verscheen voor het eerst op 8 februari 1965 en liep tot 13 april van dat jaar. In dit verhaal loopt Tom Poes steeds achter de feiten aan en speelt slechts een bijrol. Thema: De magische kant van Heer Bommel. Dit verhaal verscheen niet meer in De Volkskrant. Samen met hoofdredacteur Joop Lücker verschoof de strip naar het dagblad De Tijd.

## Samenvatting
Heer Bommel lijkt last te hebben van een klopgeest en stort zich op oude boeken die zijn goede vader hem heeft nagelaten. Joost krijgt opdracht het geld uit de kluis naar de bank in Rommeldam te brengen. De boeken over klopgeesten gaan nu in de kasteelkluis. Hieper haalt daarna die kluis leeg, en Super ziet meteen Superzaken in die klopgeesten.
De volgende dag brengt Joost een uitnodiging om in het diepste geheim te worden ingewijd door B. Superus, Meester in de Orde van de Verborgen Krachten, om twaalf uur ’s nachts bij het oude kerkhof. Hij krijgt daar de toverstaf van de grote magiër Merlijn overhandigd en een adres van een toverwinkel. Na verdere studie maakt hij een boodschappenlijst waarmee Joost op pad wordt gestuurd. Tom Poes waarschuwt hem voor bedrog. 
Tom Poes ziet zijn vriend om twaalf uur op het oude kerkhof met het kruidenbrouwsel en hoort hem een spreuk uitspreken. Agilius de vuursalamander, roepnaam Agiel, dient zich vervolgens aan. Hij vraagt wat de meester wenst. Heer Bommel wenst als 'Heer' behandeld te worden en geen beledigingen of gelach. Tom Poes waarschuwt zijn vriend dat Agiel een oplichter is. De vuursalamander geeft hem met zijn staart een oplawaai. Daarna trekken Agiel en heer Bommel samen op.
Agiel zegt dat geld de bron van alle eerbied is en dus wordt het geld weer opgehaald bij de bank door Agiel en Joost. Agilius won het respect van heer Bommel te toen hij beloofde de Markies de Canteclaer op zijn nummer te zetten. Hij papt aan met de markies en ontdekt dat zijn kluis verborgen zit achter een antiek schilderij. Met Super en Hieper spreekt hij een inbraak af bij de markies, die zij zullen plegen terwijl hij de markies aan de praat houdt. De buit zullen ze delen.
Terwijl Agiel de markies afleidt en een blanco vel verkrijgt met de handtekening van de markies voor zijn verzameling van grote meesters, halen Super en Hieper zijn kluis leeg. Zij geven alles af bij de vuursalamander. Daarna slaat hij zijn slag bij de bank met behulp van de blanco volmacht van de markies. Heer Bommel ziet tot zijn genoegen de Rommeldamse politiemacht de volgende morgen het buiten van de markies uitkammen. Als vervolgens ambtenaar Dorknoper belastingen komt innen blijkt het saldo op de rekening van de markies nul. Agilius meent dat wraak zoet is, maar Heer Bommel biedt de markies hulp aan en neemt hem mee naar zijn kasteel. 
Agiel weet uiteindelijk te ontkomen, maar Super en Hieper zijn opgepakt. Heer Bommel gelast echter hun vrijlating. Hij vindt hen eerlijke zakenlieden, waarop hij de laatste zending kruiden dik betaalt.
In de eetkamer wacht de markies. Heer Bommel hoopt dat het gebeuren voor allen een les is geweest. "U hebt geleerd dat u eerbied moet hebben voor een heer met verborgen krachten. En ik heb geleerd dat ik ze beter verborgen kan houden. Hierop nodigt de dankbare markies zijn buurman terug uit op de thee.

## Voetnoot
1. ↑  Heer Bommel ging van 12 januari tot 8 februari zelf met vakantie.
2. ↑  Marten Toonder 20 maart 1992 in zijn voorwoord van de Volledige Werken. "De hierna volgende verhalen zijn in Ierland gemaakt. Dat is te merken aan de betere samenwerking tussen tekst en tekeningen, die mogelijk werd doordat de beslommeringen van het Studiowerk niet langer tussenbeide kwamen."